# Mã Ngoạn
Mã Ngoạn (chữ Hán: 馬玩, bính âm: Ma Wan) là một thế lực quân phiệt cát cứ ở Tây Lương ở thời kỳ Tam Quốc trong lịch sử Trung Quốc. Khi Mã Siêu cất quân giao chiến với Triều đình nhà Hán ở Trận Đồng Quan (211), Mã Ngoạn đã hưởng ứng cuộc khởi sự này. Ông đã góp 10.000 binh lính trong liên quân Quan Trung tuy vận Mã Ngoạn chưa thể hiện vai trò gì lớn trong trận chiến này. Trong Tam Quốc diễn nghĩa, La Quán Trung hư cấu ông là bộ tướng của Hàn Toại và giai đoạn sau của cuộc chiến ông cùng Hàn Toại và các tướng lập mưu chống lại Mã Siêu nhưng thất bại và bị Mã Siêu phát hiện xông vào đánh giết. Mã Ngoạn bị Mã Siêu chém chết tại chỗ.